# Aspergillosis
Az  Aspergillosis  egy gombás fertőzés, melyet valamilyen Aspergillus gombafaj okoz.
A kórokozók többnyire az Aspergillus fumigatus,  Aspergillus flavus,  Aspergillus nidulans,  Aspergillus versicolor,  Aspergillus niger és Aspergillus terreus fajok közül kerülnek ki.
Két típusa különböztethető meg: az invazív  és a non-invazív
típus,  melyek közül az invazív a súlyosabb. Opportunista fertőzés, amely többnyire immunkárosult egyéneket betegít meg.
A fertőzés helyétől függően a mortalitási (elhalálozási)  arány 30-80%.